# Lesno Brdo (Vrhnika)
Lesno Brdo is een plaats in Slovenië en maakt deel uit van de gemeente Vrhnika in de NUTS-3-regio Osrednjeslovenska. De plaats telde 360 inwoners op 1 januari 2020.